# Qianzhousaurus
Qianzhousaurus is een geslacht van vleesetende theropode dinosauriërs, behorend tot de groep van de Tyrannosauroidea, dat tijdens het late Krijt leefde in het gebied van het huidige China. De enige benoemde soort is Qianzhousaurus sinensis.

## Vondst en naamgeving
In 2014 werden tijdens bouwwerkzaamheden bij Longling nabij Ganzhou de botten gevonden van een theropode.
In 2014 werd de typesoort Qianzhousaurus sinensis benoemd en beschreven door Lü Junchang, Yi Laiping, Stephen Brusatte, Yang Ling, Li Hua en Chen Liu. De geslachtsnaam is afgeleid van Qianzhou, een oude naam voor Ganzhou. De soortaanduiding verwijst naar de herkomst uit China.
Het holotype, GM F10004, is gevonden in een laag van de Nanxiongformatie die dateert uit het Maastrichtien. Het bestaat uit een vrij volledig skelet en omvat de schedel, de linkeronderkaak, negen halswervels, drie voorste ruggenwervels, achttien wervels van het midden en eind van de staart, het complete rechterdeel van de schoudergordel, een stuk van het linkerdeel van de schoudergordel, stukken van beide darmbeenderen, een linkerdijbeen, een linkerscheenbeen, een linkersprongbeen met hielbeen, en de middenvoetsbeenderen van de linkervoet. De elementen werden in verband gevonden en vertegenwoordigen een enkel jongvolwassen individu, vermoedelijk tussen de acht en veertien jaar oud.
In 2022 werd de schedel meer in detail beschreven. Gesteld werd dat het een volgroeid maar nog niet helemaal rijp exemplaar betrof.

## Beschrijving

Qianzhousaurus in blauw in grootte vergeleken met verwanten

### Grootte en onderscheidende kenmerken
Qianzhousaurus is een grote roofsauriër met een lengte van ongeveer acht à negen meter. De schedel is één meter lang, het dijbeen zeventig centimeter. Het lichaamsgewicht is geschat op slechts 757 kilogram.
De beschrijvers stelden enkele onderscheidende kenmerken vast. Dit waren autapomorfieën, unieke afgeleide eigenschappen. De opgaande tak van het bovenkaaksbeen heeft een grote afstaande venstervormige pneumatische opening. De praemaxilla is extreem verkort waarbij de maximale horizontale lengte slechts 2,2% van de totale schedellengte uitmaakt terwijl dit bij andere tyrannosauriden 4,3 tot 4,6% bedraagt. De buitenste zijwand van het darmbeen mist een duidelijke verticale richel. Dit laatste kenmerk wordt echter mogelijk gedeeld met Raptorex.
In 2022 werden hier nog vijf autapomorfieën aan toegevoegd. Het neusbeen is kaarsrecht met rechte zijkanten die zich niet in de zone van de neusopeningen verbreden. De neergaande tak van het traanbeen staat verticaal. De voorste tak van het squamosum heeft een bovenste uitsteeksel dat slank en laag is. De neergaande tak van het squamosum is horizontaal gericht. Bij het dentarium gaat de voorste rand geleidelijk over in de onderrand. Het supradentarium heeft een zeer holle bovenrand. Verder waren er twee kenmerken die mogelijke autapomorfieën waren maar waarvan de aanwezigheid onzeker is. Het prearticulare heeft een ovaal foramen op de binnenzijde. Het coronoïde is van de binnenkant bezien slechts beperkt zichtbaar.
De beschrijvers wezen op kenmerken dat het holotype van Qianzhousaurus een hogere leeftijd bereikt had dan de exemplaren van zijn naaste verwanten uit het geslacht Alioramus. De beennaad tussen de neusbeenderen sluit verder naar achteren. De fenestra maxillaris is meer naar voren geplaatst. De fenestra promaxillaris is afgerond in plaats van spleetvormig. Het hoorntje op het traanbeen is groter, meer pneumatisch gezwollen via een groot pneumatisch foramen in de zijkant, en meer zijwaarts overhangend. Het postorbitale heeft een grotere en meer gezwollen hoorn.

### Skelet

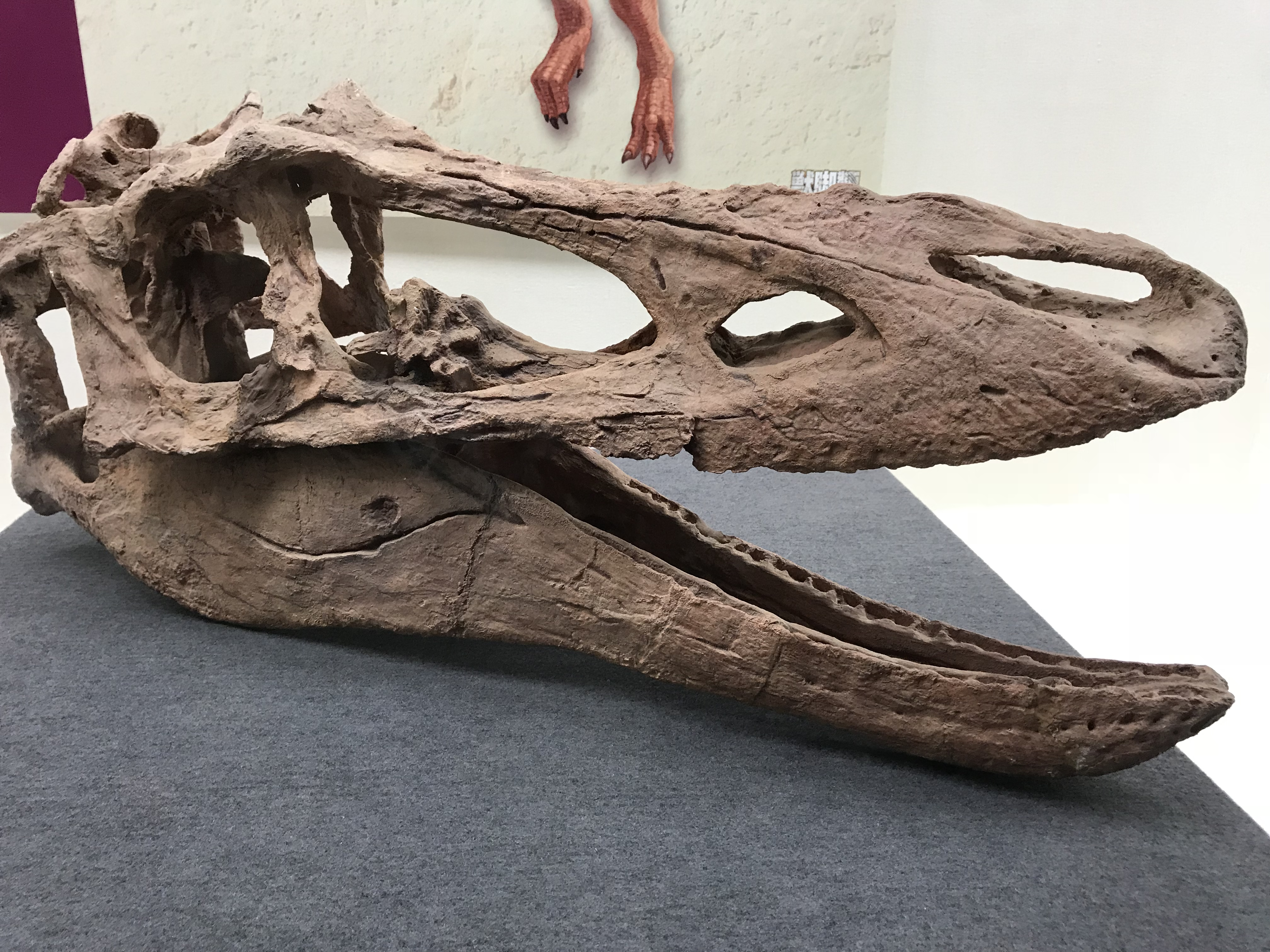
Model van de schedel

De schedel is erg langwerpig en spits met een hol bovenprofiel en een bolle oplopende bovenkaakrand, wat de indruk geeft van een wipneus. De Chinese paleontologen gaven het dier daarom de bijnaam "Pinocchio rex". Ook het achterhoofd is echter relatief lang maar mist de verbreding die Tyrannosauridae kenmerkt. In bovenaanzicht is de schedel erg smal. Ook de achterste beenderen van de onderkaak zijn gerekt. De voorste tak van de onderkaak is er laag en naar boven gekromd als een tang. Er is eigenlijk geen aparte voorzijde van de onderkaak doordat de onderzijde langzaam naar de punt buigt. Een "kin" ontbreekt dus volledig.
Het hoofdlichaam van de praemaxilla is opvallend kort, slechts een smalle beenrichel vormend vóór het bovenkaaksbeen. De opgaande tak loopt echter vrij ver achter de neusopening door en er is ook een puntvormig kort takje onder de neusopening. Daarmee staat die opening ook meer horizontaal dan bij Tyrannosauridae. Het hoofdlichaam wordt doorboord door een foramen. Het bovenkaaksbeen is laag en langwerpig. Het heeft vooraan een matig bolle onderrand en een matig ruwe buitenzijde. Er bevindt zich een opeenhoping van foramina vóór de fenestra maxillaris. Dat laatste venster is opvallend groot in de vorm van een horizontale ovaal. Ervoor lgt nog een zeer kleine fenstra promaxillaris, zonder een extra uitholling daar nog voor. Boven de fenestra maxilaris ligt een extra venster in de vorm van een langwerpige ovale opening; die ontbreekt bij alle andere bekende tyrannosauroïden. Tussen de fenestra maxillaris en de fenestra antorbitalis ligt een extra groeve die homoloog zou kunnen zijn aan een opening die zich bij tyranosauriden op deze positie bevindt.
In de praemaxilla staan vier tanden, in het bovenkaaksbeen vijftien, in de onderkaak achttien. De tanden in de praemaxillae staan in een U-vormige boog waarin ze van voren goed zichtbaar zijn. De tanden zijn vrij langwerpig en afgeplat. De maxillaire tanden zijn nog vrij dik, met een breedte overdwars die 60% bedraagt van de breedte van voor naar achter. De tandkassen hebben niet het rechthoekig profiel als bij Alioramus maar zeer bolle randen aan de kant van de naastgelegen tanden en licht bolle randen aan de binnenzijden en buitenzijden.
Het scheenbeen heeft een lengte van 76 centimeter en is dus langer dan het dijbeen, een aanpassing aan een rennende levenswijze.

## Fylogenie
Volgens een cladistische analyse staat Qianzhousaurus basaal in de Tyrannosauridae, een clade vormend, de Alioramini, samen met Alioramus remotus. Van die laatste is vaak gedacht dat zijn lange snuit een gevolg was van de jonge leeftijd van de bekende exemplaren. Het holotype van Qianzhousaurus heeft echter ook een lange snuit en was bijna volgroeid. Dit werd door de beschrijvers als een sterke aanwijzing gezien dat ook Alioramus remotus zijn langwerpige kop tot op volwassen leeftijd behield. De groep waartoe zulke langsnuitige vormen behoorden zou zich hebben bediend van een andere jachttechniek dan de latere tyrannosauriden die gespecialiseerd waren in het toebrengen van een diepe beet. Ze zouden meer de oorspronkelijke theropode methode hebben toegepast om oppervlakkige verwondingen toe te brengen door een haal met hun lange kop.
De positie in de evolutionaire stamboom volgens het beschrijvende artikel toont het volgende kladogram.
|  | Gorgosaurus   |
|  |               |
|  | Albertosaurus |
|  |               |

|  | Qianzhousaurus    |
|  |                   |
|  | Alioramus altai   |
|  |                   |
|  | Alioramus remotus |
|  |                   |

|  | Daspletosaurus                                                |
|  |                                                               |
|  | \| \| Tyrannosaurus \| \| \| \| \| \| Tarbosaurus \| \| \| \| |
|  |                                                               |
|  | Tyrannosaurus                                                 |
|  |                                                               |
|  | Tarbosaurus                                                   |
|  |                                                               |

|  | Tyrannosaurus |
|  |               |
|  | Tarbosaurus   |
|  |               |

|  | Daspletosaurus                                                |
|  |                                                               |
|  | \| \| Tyrannosaurus \| \| \| \| \| \| Tarbosaurus \| \| \| \| |
|  |                                                               |
|  | Tyrannosaurus                                                 |
|  |                                                               |
|  | Tarbosaurus                                                   |
|  |                                                               |

|  | Tyrannosaurus |
|  |               |
|  | Tarbosaurus   |
|  |               |

|  | Qianzhousaurus    |
|  |                   |
|  | Alioramus altai   |
|  |                   |
|  | Alioramus remotus |
|  |                   |

|  | Daspletosaurus                                                |
|  |                                                               |
|  | \| \| Tyrannosaurus \| \| \| \| \| \| Tarbosaurus \| \| \| \| |
|  |                                                               |
|  | Tyrannosaurus                                                 |
|  |                                                               |
|  | Tarbosaurus                                                   |
|  |                                                               |

|  | Tyrannosaurus |
|  |               |
|  | Tarbosaurus   |
|  |               |

|  | Daspletosaurus                                                |
|  |                                                               |
|  | \| \| Tyrannosaurus \| \| \| \| \| \| Tarbosaurus \| \| \| \| |
|  |                                                               |
|  | Tyrannosaurus                                                 |
|  |                                                               |
|  | Tarbosaurus                                                   |
|  |                                                               |

|  | Tyrannosaurus |
|  |               |
|  | Tarbosaurus   |
|  |               |

|  | Gorgosaurus   |
|  |               |
|  | Albertosaurus |
|  |               |

|  | Qianzhousaurus    |
|  |                   |
|  | Alioramus altai   |
|  |                   |
|  | Alioramus remotus |
|  |                   |

|  | Daspletosaurus                                                |
|  |                                                               |
|  | \| \| Tyrannosaurus \| \| \| \| \| \| Tarbosaurus \| \| \| \| |
|  |                                                               |
|  | Tyrannosaurus                                                 |
|  |                                                               |
|  | Tarbosaurus                                                   |
|  |                                                               |

|  | Tyrannosaurus |
|  |               |
|  | Tarbosaurus   |
|  |               |

|  | Daspletosaurus                                                |
|  |                                                               |
|  | \| \| Tyrannosaurus \| \| \| \| \| \| Tarbosaurus \| \| \| \| |
|  |                                                               |
|  | Tyrannosaurus                                                 |
|  |                                                               |
|  | Tarbosaurus                                                   |
|  |                                                               |

|  | Tyrannosaurus |
|  |               |
|  | Tarbosaurus   |
|  |               |

|  | Qianzhousaurus    |
|  |                   |
|  | Alioramus altai   |
|  |                   |
|  | Alioramus remotus |
|  |                   |

|  | Daspletosaurus                                                |
|  |                                                               |
|  | \| \| Tyrannosaurus \| \| \| \| \| \| Tarbosaurus \| \| \| \| |
|  |                                                               |
|  | Tyrannosaurus                                                 |
|  |                                                               |
|  | Tarbosaurus                                                   |
|  |                                                               |

|  | Tyrannosaurus |
|  |               |
|  | Tarbosaurus   |
|  |               |

|  | Daspletosaurus                                                |
|  |                                                               |
|  | \| \| Tyrannosaurus \| \| \| \| \| \| Tarbosaurus \| \| \| \| |
|  |                                                               |
|  | Tyrannosaurus                                                 |
|  |                                                               |
|  | Tarbosaurus                                                   |
|  |                                                               |

|  | Tyrannosaurus |
|  |               |
|  | Tarbosaurus   |
|  |               |

## Levenswijze
In 2022 werd geconcludeerd dat de bijtkracht van Qianzhousaurus beperkt was. De tanden zijn weliswaar minder afgeplat dan bij Alioramus maar missen de "bananenvorm" als bij tyrannosauriden ziodat ze niet in staat waren tot een doorborende beet ofwel puncture bite. De schedelbeenderen zijn lichtgebouwd en missen versterkende vergroeiingen om bijtkrachten op te vangen. Er zijn ook geen vergote aanhechtingsvlakken voor de kaakspieren. Uit dit alles zou volgen dat Qianzhousaurus een snelle achtervolgingsjager was van kleinere prooien. Hij zou dus een andere niche gevuld hebben dan de grote Tarbosaurus die wellicht zelfs op Qianzhousaurus joeg. Wel zou er concurrentie kunnen zijn geweest met de jongen van Tarbosaurus. De laatste hadden echter ook bij een gelijke lichaamsomvang een grotere bijtkracht en zullen zich gespacualiseerd hebben in een zwaardere prooi. Opvallend is dat in Laramidia Tyrannosaurus rex zijn habitat niet deelde met een langsnuitige tyrannosauriër — als althans Nanotyrannus geen geldig taxon is.